# Barbara Gasser
Barbara Gasser (* 30. August 1989 in Bregenz), aufgewachsen in Lustenau, ist eine österreichische Kunstturnerin. 2012 gelang ihr als erster Österreicherin seit 1964 die Qualifikation für die Olympischen Spiele.

## Einstieg in den Turnsport

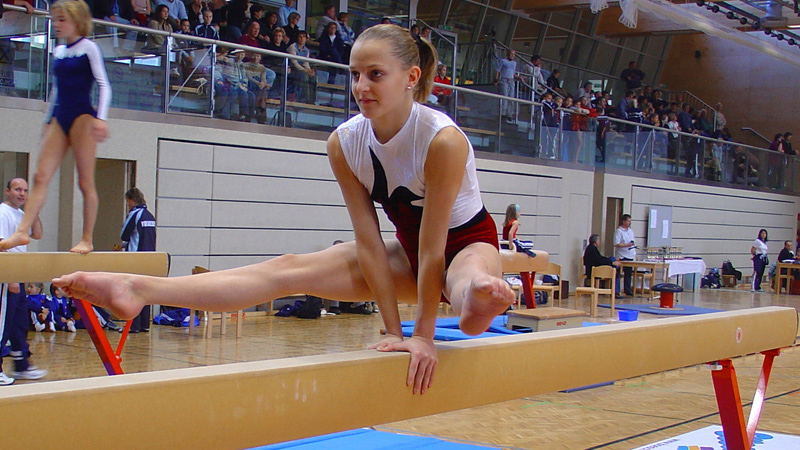
Barbara Gasser als Nachwuchsmeisterin im Alter von 13 Jahren am Balken.

Barbara Gasser stieg im Alter von sieben Jahren in der Turnerschaft Lustenau ins Training ein. Sie qualifizierte sich für den Landeskader der Vorarlberger Turnerschaft und trainierte im Turnerinnen-Leistungszentrum des Landessportzentrums in Dornbirn. Sie lernte bei Christine Frauenknecht, die 2010 von der „Arbeitsgemeinschaft des Spitzensports“ (ABS) zur österreichischen Nachwuchstrainerin des Jahres ausgezeichnet wurde. Barbara Gasser siegte bei diversen Nachwuchsbewerben und wurde 2001 Vorarlberger Meisterin der Jugendstufe. 2002 qualifizierte sie sich für das österreichische Juniorinnen-Team der EM in Patras. Im Jahr 2003 wurde sie österreichische Jugendmeisterin im Mehrkampf. Bei den Staatsmeisterschaften 2003 holte sie ihren ersten Titel in der allgemeinen Klasse am Sprung. Im selben Jahr übersiedelte sie mit ihrer Familie nach Kanada.

## Karriere in Kanada

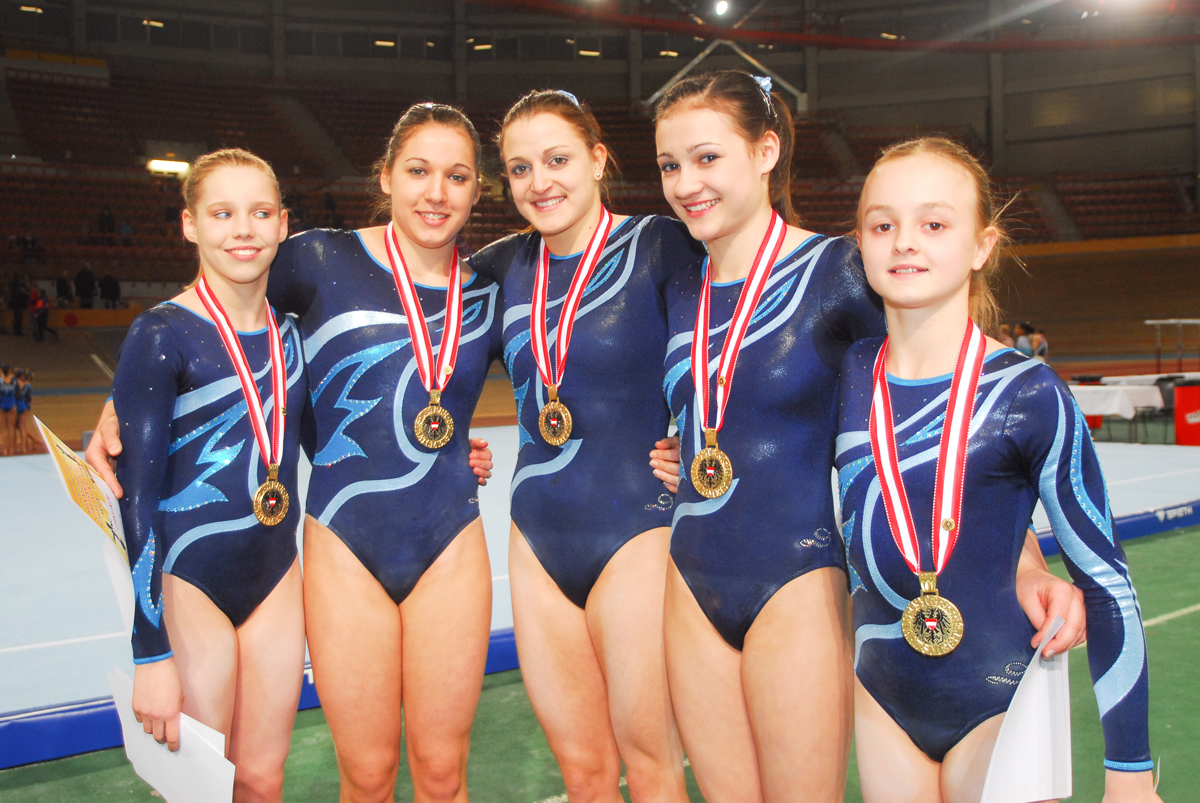
Barbara Gasser (dritte von links) als Team-Staatsmeisterin mit der VTS-Auswahl 2011

Da der Großvater seit langem in Kanada lebte, hatte die Familie stets einen Bezug zu diesem Land. Während die Familie in Kanada Fuß fasste, intensivierte Barbara Gasser ihr Training und absolvierte täglich je zwei Trainingseinheiten im Club „Bluewater Gymnastics“ beim Trainer-Paar Dave und Liz Brubaker. 2007 schloss sie die Highschool ab. Sie behielt jedoch die österreichische Staatsbürgerschaft und reiste zu Wettkämpfen in ihre alte Heimat. Erste Erfahrungen bei internationalen Großereignissen sammelte sie als Teilnehmerin des Europäischen Olympischen Jugendfestivals 2004. Im Jahr 2008 holte sie erstmals den wichtigsten Staatsmeistertitel im Mehrkampf, zog sich in weiterer Folge aber mehrere Verletzungen zu. Der Wiederaufbau erfolgte zu schnell, es kamen weitere Verletzungen des Knies sowie der Bänder dazu. Bei den Österreichischen Staatsmeisterschaften 2010 gelang ihr ein Comeback, sie wurde Staatsmeisterin im Mehrkampf, am Sprung und Stufenbarren.

## Olympia und österreichische Rekorde
Bei den Weltmeisterschaften 2011 in Tokio holte sie sich als beste Österreicherin einen Startplatz für den olympischen Testevent, bei dem sie sich im Jänner 2012 für die Olympischen Spiele 2012 qualifizierte. Die Olympiaqualifikation gilt als historischer Erfolg für den österreichischen Turnsport, da Barbara Gasser als erste Österreicherin seit Henriette Parzer (Behrendt) in Tokio 1964 für Olympia nominiert wurde. Das stärkste Gerät von Barbara Gasser ist der Stufenbarren. Hier holte sie 2010 in Osijek Weltcup-Silber; 2012 wurde sie Gesamtweltcup-Siebente und 2011 Elfte am Stufenbarren. Barbara Gasser ist neben Caroline Weber die zweite Olympiateilnehmerin der VTS bei Olympia 2012. Im Vierkampf des olympischen Bewerbs musste sie einen Sturz von Balken hinnehmen und erreichte sie Rang 46.

## Erfolge
- 2002: Juniorinnen-EM-Teilnahme.
- 2003: Staatsmeisterin am Sprung
- 2004: Team-Staatsmeisterin mit der VTS-Auswahl, Juniorinnen-EM-Teilnahme.
- 2005: Teilnahme an der EM in Debrecen.
- 2006: Teilnahme an der EM in Volos.
- 2008: Teilnahme an der EM in Clermont-Ferrand. Staatsmeisterin im Mehrkampf, am Balken und Boden. Team-Staatsmeisterin mit der VTS-Auswahl.
- 2009: Teilnahme an der WM 2009 in London, Finalistin der Universiade 2009 (Rang 15), Team-Staatsmeisterin mit der VTS-Auswahl.
- 2010: Teilnahme an der EM in Birmingham.Weltcup-Silber am Stufenbarren in Osijek, Gesamtweltcup-Siebente am Stufenbarren, Staatsmeisterin im Mehrkampf, am Sprung und Stufenbarren, Team-Staatsmeisterin mit der VTS-Auswahl.
- 2011: Universiade 2011 (Rang 10), Teilnahme an der EM in Berlin, Teilnahme an der WM 2011 in Tokio, Gesamtweltcup-Elfte am Stufenbarren, Team-Staatsmeisterin mit der VTS-Auswahl.
- 2012: Qualifikation für Olympia 2012 in London. Team-Staatsmeisterin mit der VTS-Auswahl. Rang 46 (50,633 Punkte) im Mehrkampf der Olympischen Spiele.